# Utmaningen (film, 1979)
Utmaningen (engelska: The Champ) är en amerikansk långfilm från 1979 i regi av Franco Zeffirelli, med Jon Voight, Faye Dunaway, Ricky Schroder och Jack Warden i rollerna. Filmen fick en Oscarsnomering för Bästa musik (Dave Grusin) och barnskådespelaren Ricky Schroder vann en Golden Globe för Bästa nykomling i en dramafilm. Utmaningen är en nyinspelning av En hjälte från 1931.

## Handling
Billy Flynn (Jon Voight) är en fd boxningsmästare som nu lever som hästtränare i Hialeah, Florida. Han tjänar knappt med pengar för att uppfostra sin lille son T.J (Ricky Schroder) som Flynn har vårdnaden om efter att hans fru Annie (Faye Dunaway) lämnat dem båda. Billy börjar arbeta för en comeback i boxningsringen så han kan ge T.J en bättre framtid. Plötsligt dyker Annie upp igen och vill vara en del i T.J:s liv.

## Rollista
| Jon Voight      | – Billy           |
| Faye Dunaway    | – Annie           |
| Ricky Schroder  | – T.J.            |
| Jack Warden     | – Jackie          |
| Arthur Hill     | – Mike            |
| Strother Martin | – Riley           |
| Joan Blondell   | – Dolly Kenyon    |
| Mary Jo Catlett | – Josie           |
| Elisha Cook Jr. | – Georgie         |
| Stefan Gierasch | – Charlie Goodman |
| Allan Miller    | – Whitey          |
| Joe Tornatore   | – Hesh            |
| Shirlee Kong    | – Donna Mae       |
| Jeff Blum       | – Jeffie          |
| Dana Elcar      | – Hoffmaster      |

## Utmärkelser
Oscar
- Nominerad: Bästa musik (Dave Grusin)

Golden Globes
- Vann: Bästa nykomling i en dramafilm (Ricky Schroder)
- Nominerad: Bästa manliga huvudroll (Jon Voight)